# Bielsk Podlaski
Bielsk Podlaski (bělorusky Бельск Падляскі, litevsky Palenkės Belskas) je město v Polsku v Podleském vojvodství, sídlo stejnojmenného okresu a vesnické gminy. Leží přibližně 50 kilometrů jižně od Bělostoku, poblíž hranic s Běloruskem. V roce 2024 zde žilo 23 823 obyvatel.

## Název
Název města je odvozen od říčky Białé, na které se město nachází. Pro odlišení od ostatních Bielsků byl k názvu přidán termín „Podlaski“ od historického regionu, v němž se město nachází. V regionech Mazovska a v Pomořanska se města na březích řek velmi často pojmenovávala pomocí adjektivní přípony -sk, např. Płońsk od řeky Płoni. Ještě častěji se takovýto jev vyskytuje v rusínštině, např. Kursk, Polock, Smolensk.

## Historie
Bielsk Podlaski má dlouhou a bohatou historii sahající až do 12. století, kdy tato oblast Polska náležela Kyjevské Rusi. Místní hradiště s názevm Bielsk pravděpodobně založila ruská knížata a jeho existence je poprvé doložena roku 1253 v Ipatěvském spisu. Roku 1273 dobyl Bielsk litevský kníže Traidenis a na počátku 14. století byl celý region Podlesí připojen k Litevskému velkoknížectví. V letech 1346 a 1379 byla oblast vystavena nájezdům řádu německých rytířů. Roku 1382 Bielsk spolu s Drohiczynem, Surażí a Mielnikem obsadil mazovský kníže Janusz I. Varšavský, který využil tehdy probíhající litevské občanské války (1381–1384). Následujícího roku Mazovce z Bielsku vytlačil Vladislav II. Jagello a hradiště předal litevskému knížeti Vytautasovi (česky Vitoldovi). V roce 1390 Vladislav odevzdal Bielsk, Suraż, Drohiczyn a Mielnik zpět Januszovi I.
Díky své výhodné poloze na obchodní stezce z Krakova do Vilniusu se Bielsk stal důležitým centrem obchodu a správy. Koncem listopadu 1412 jej navštívil král Vladislav II. Jagello a roku 1413 byla Drohiczynská země včetně Bielska začleněna do Trakaiského vojvodství. Roku 1430 jmenoval kníže Vytautas prvního vójta Bielska, jménem Andrzej. V Podlesí se v této době začali ve větším počtu usazovat Poláci z Mazovska.

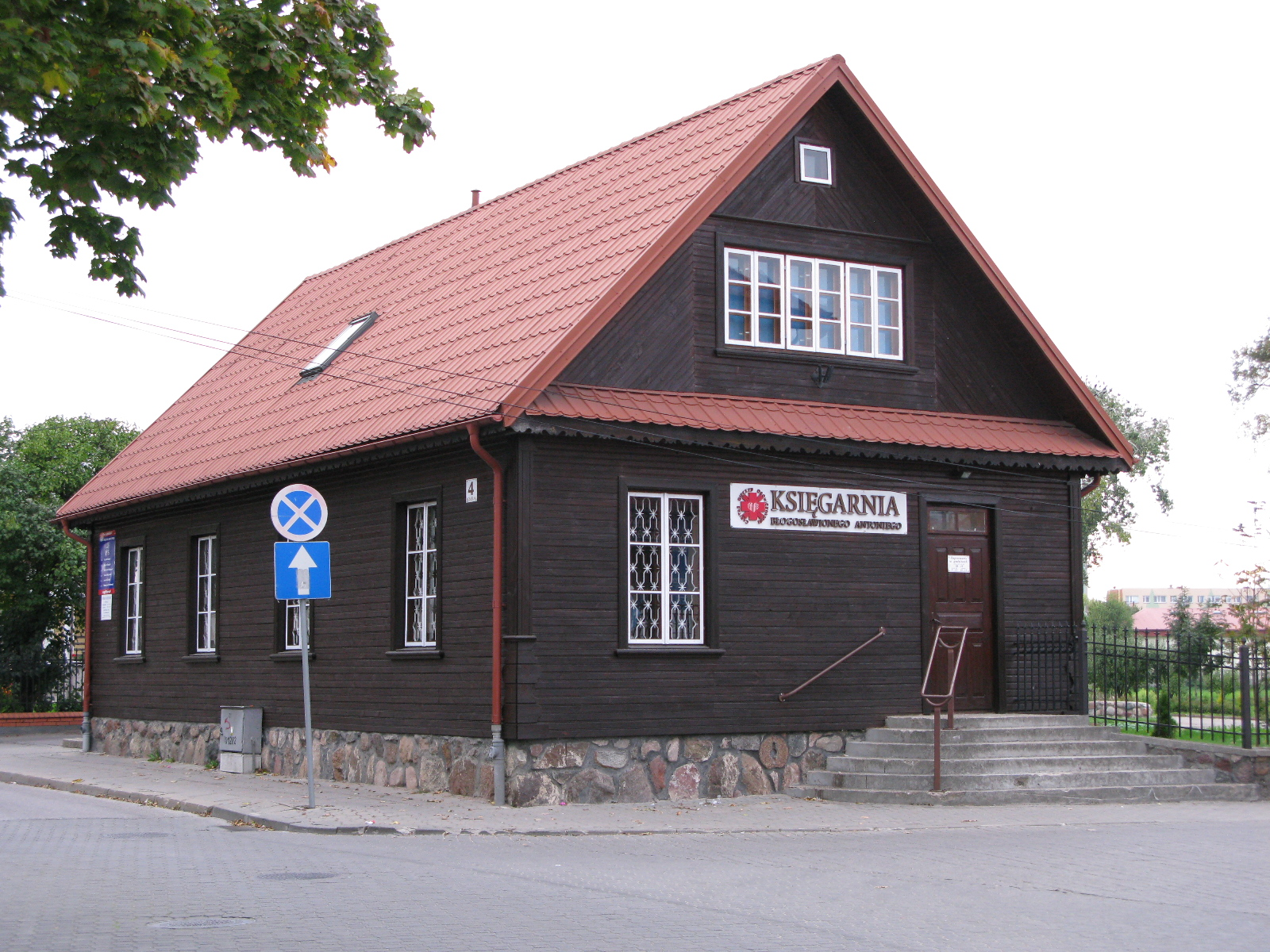
Historický dřevěný dům z roku 1909

Městská práva získal Bielsk podle magdeburského práva dne 18. listopadu 1495 od krále Alexandra I. Jagellonského. V září 1501 se zde konalo shromáždění litevské šlechty. Bielsk navštívilo několik polských králů, kromě Vladislava II. Jagella např. Alexandr I. (1505), Zikmund I. Starý (1506, 1509), či Zikmund II. August (1564). Roku 1513 byl Bielsk jmenován hlavním městem nově vytvořeného Podleského vojvodství; do roku 1563 město čítalo 830 domů a bylo hlavním centrem v okolí.
Začátkem léta 1564, když zde pobýval král Zikmund II. August s primasem Jakubem Uchańským kvůli jednání o nové polsko-litevské unii, shořel dřevěný bělský hrad – král tehdy sledoval požár ze stájí. Nový hrad pro zdejšího starostu byl vystavěn v Hołowiesku (dnes městská část), zatímco zdejší zemský soud byl přesídlen do Brańsku.

Po zániku Lublinské unie roku 1569 byl Bielsk vyčleněn z Litevského velkoknížectví a začleněn do Polského království. Bielsk se stal královským městem Polska, po správní stránce patřil do Podleského vojvodství Malopolského regionu. Město prosperovalo – vznikaly zde kostely, špitál, mlýny, obchody a v roce 1576 zde působilo 265 řemeslníků. Roku 1591 města vyhořelo a za švédské invaze roku 1655 bylo téměř zcela zničeno. V roce 1641 byl v Bielsku Adamem Kazanowským (bělským starostou od 1638) založen kostel a klášter karmelitánů, zasvěcený Panně Marii Karmelské. Na výstavbě se finančně podílela i jeho manželka Elżbieta Słuszczanka. Roku 1792 zde sídlila 3. brigáda polské národní jízdy.

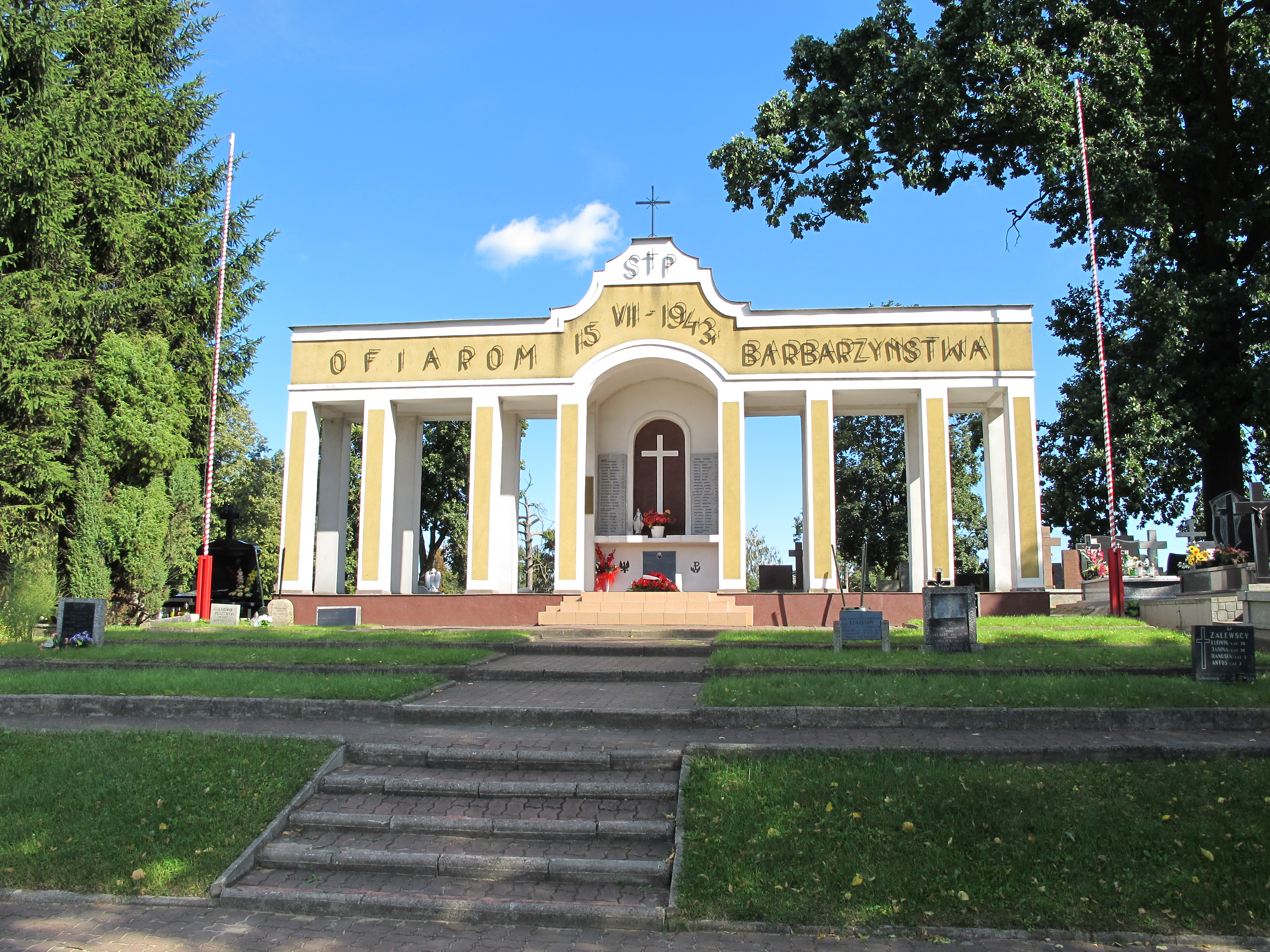
Památník 49 místním obyvatelům povražděným Němci 15. června 1943

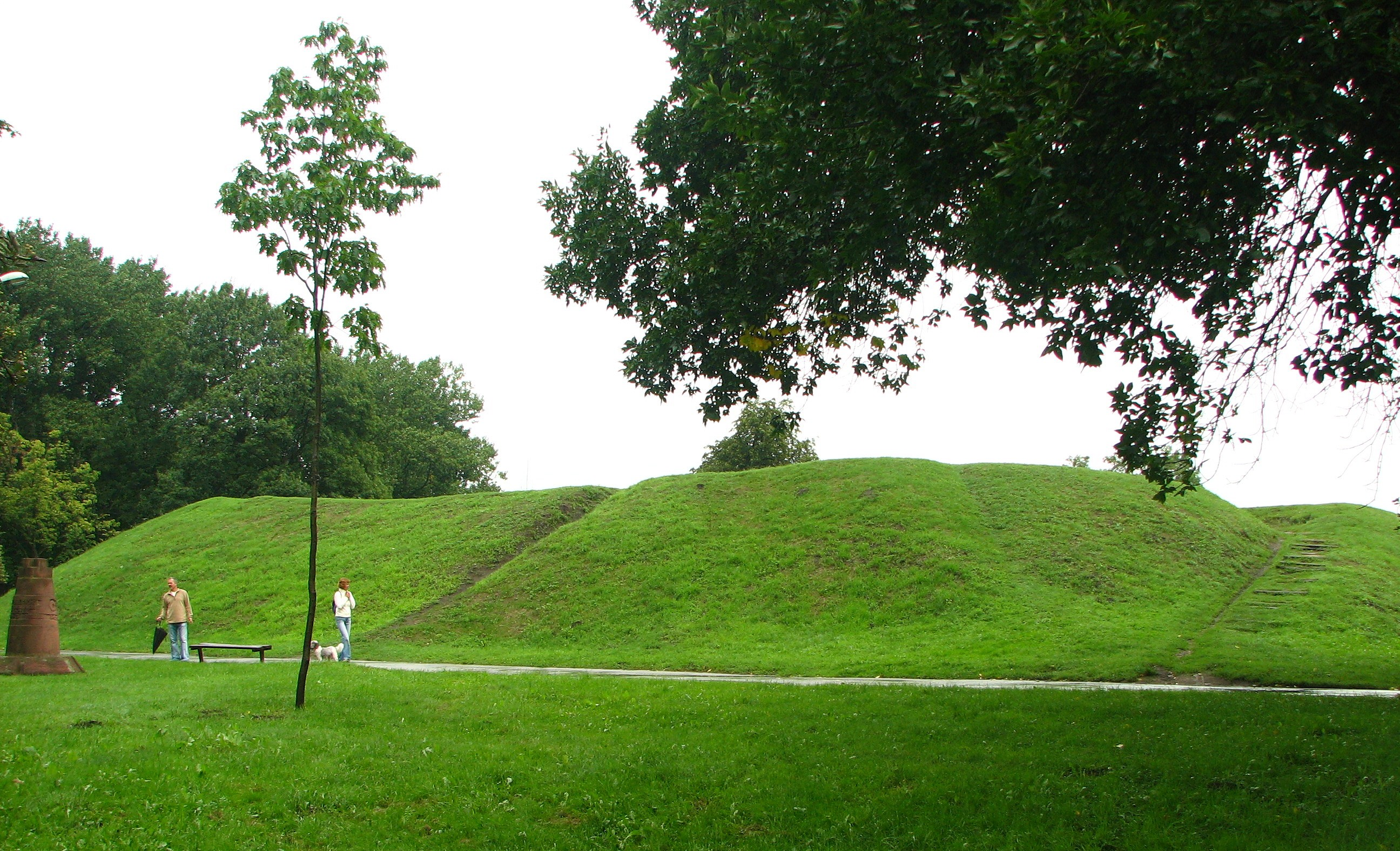
Hradiště (Hradní vrch), místo bývalého dřevěného hradu

Po třetím dělení Polska připadl Bielsk krátce Pruskému království (1795–1807); po dojednání tylžského míru byl následně převeden pod Ruské impérium. Od roku 1843 náležel ke Grodenské gubernii. Obyvatelé oblasti se aktivně účastnili největších polských povstání 19. století – listopadového a lednového. Bielsk se stal jedním z míst ruských poprav polských povstalců během lednového povstání v letech 1863–1864. V září 1863 jako trest za podporu povstání vyplenili Rusové nedalekou vesnici Łukawica, jejíž obyvatelstvo donutili pochodovat do Bielska, odkud bylo deportováno na nucené práce na Sibiř. Během pochodu zemřel starý muž a dítě. V rámci protipolských represí bylo město podrobeno rusifikaci – místní katolický kostel byl uzavřen a polští duchovní deportováni na Sibiř. Vůdce povstalecké jednotky Edward Kiersnowski, který se účastnil několika bitev v regionu, zemřel při deportaci na Sibiř roku 1864.
Roku 1873 bylo do Bielsku zavedeno železniční spojení z Brestu, místní nádraží však roku 1915 během první světové války podpálila a zničila německá vojska. Němci město opustili v únoru 1919, načež byli nahrazeni polskou armádou. Koncem července 1920 během polsko-sovětské války Bielsk krátce obsadila Rudá armáda. V meziválečném období náležel Bielsk administrativně k tehdejšímu Bělostockému vojvodství.
Během německo-sovětské invaze do Polska roku 1939, která započala druhou světovou válku, bylo město obsazeno Wehrmachtem, jenž jej 23. září předal Sovětům. Ti město drželi až do 23. června 1941, během čehož tisíce obyvatel násilně deportovali na Sibiř. V letech 1941–1944 bylo město opět okupováno nacistickým Německem., Němci povraždili místní židovskou menšinu a v okolních lesích zabili přibližně 800 Poláků. Ve městě také zřídili tábor nucených prací. Ve dnech 5.–7. července 1941 proběhl ve městě pogrom. V období od 2. do 15. listopadu 1942 bylo z ghetta v Bielsku deportováno přibližně 7 000 místních Židů a 4 000 dalších z Boćek, Brańsku, Narewu, Orly, Rudky a Kleszczele (kde žili také Židé z Milejczyc). Město se tak stalo přechodným ghettem pro 11–15 tisíc Židů, kteří byli následně deportováni do vyhlazovacího tábora v Treblince. Bielsk byl osvobozen Rudou armádou 30. července 1944, Sověti poté provedli zatýkání členů místního polského odboje, včetně 12 důstojníků domácí armády, kteří byli 4. srpna 1944 podvodně svoláni na schůzku v nedalekém Brańsku, pod záminkou setkání s velením 65. sovětské armády. Město bylo brzy znovu připojeno k Polsku. Bielsk Podlaski má také bohatou židovskou historii, která však byla během holokaustu zcela zničena.

## Obyvatelstvo
Data aktuální k 31. prosinci 2021:
| Popisek          | Celkem   | Celkem   | Ženy     | Ženy     | Muži     | Muži     |
| ---------------- | -------- | -------- | -------- | -------- | -------- | -------- |
| Jednotka         | obyvatel | procenta | obyvatel | procenta | obyvatel | procenta |
| Počet obyvatel   | 24 719   | 100 %    | 12 911   | 52.2 %   | 11 808   | 47.8 %   |
| Hustota obyvatel | 915,2    | 915,2    | 478      | 478      | 437,2    | 437,2    |

### Židovská komunita
Židé se v Bielsku Podlaském objevili poprvé již v 15. století. Roku 1487 král Kazimír IV. Jagellonský pronajal celní dům v Bielsku dvěma Židům z Lutsku. Židé, kteří tehdy ve městě žili, však kvůli malému počtu (několik rodin) netvořili větší komunitu. Existence židovské obce byla ve městě potvrzena v roce 1542, kdy je prvně zmiňována i synagoga. Roku 1564 došlo ve městě ke konfliktům mezi křesťany a Židy, o dva roky později musel tento spor řešit král Zikmund II. August – Židé následně získali nová privilegia. Tento stav však neměl dlouhého trvání, jelikož sčítání obyvatel z let 1580 a 1591 neuvádí ve městě již žádné pravoslavné Židy. Předpokládá se, že židovská obec v Bielsku existovala do roku 1662.
Příliv Židů do Bielska začal znovu na přelomu 18. století. Roku 1771 zde již existoval kachal. Oficiálně bylo Židům povoleno se v Bielsku usazovat až kolem let 1802/1803. Roku 1807 byla znovu ustanovena židovská obec, téhož roku ze 1 836 obyvatel města tvořili Židé 31 osob. O rok později to bylo již 64 a v roce 1816 zde žilo 94 Židů. V roce 1861 žilo ve městě 1 256 Židů a byly zde tři modlitebny. Roku 1878 z celkového počtu 5 810 obyvatel tvořili Židé 3 968 osob. Podle sčítání z roku 1897 bylo ze 7 464 obyvatel 4 097 Židů. V roce 1938 tvořili Židé již přibližně 38 % veškerého obyvatelstva.
Největší soustředění židovských domů a tržišť se ve městě nacházelo v okolí hlavního náměstí, jehož středem byla radnice a okolí bylo plné židovských obchodů, především na východní straně náměstí. Židé také bydleli podél ulic Mickiewicza, Szkolna, Boźnicza, Wąska, Widowska a Ogrodowa. Hlavní dřevěná synagoga stála přímo v centru města. Kromě ní zde bylo několik dalších modliteben, mimo jiné jedna v ulici Wąska (zbořená po válce). Starý židovský hřbitov, dnes již zaniklý, se nacházel v centru města; druhý pak ležel při silnici ve směru na Brańsk. Posledním zdejším působícím rabínem byl Moše Aron Bendas.
Stavba nové hlavní dřevěné synagogy byla zahájena roku 1898 na místě původní starší synagogy. Nová synagoga nesla název Jafe Einan. V ulici Boźnicza stála třetí synagoga zvaná Beth Midrasz Szarej Zion, jednalo se o dřevěnou budovu postavenou na místě původní, která vyhořela během první světové války. Vedle této synagogy se nacházela mikve, škola, ješiva a sirotčinec. V roce 1889 byl otevřen další dřevěný modlitební dům v ulicích Rynkova a Preczistninskaja (dnešní Puškinova). Jeho výstavbu financovali Joel Landau a Tanchiel Grodzinski.

## Památky

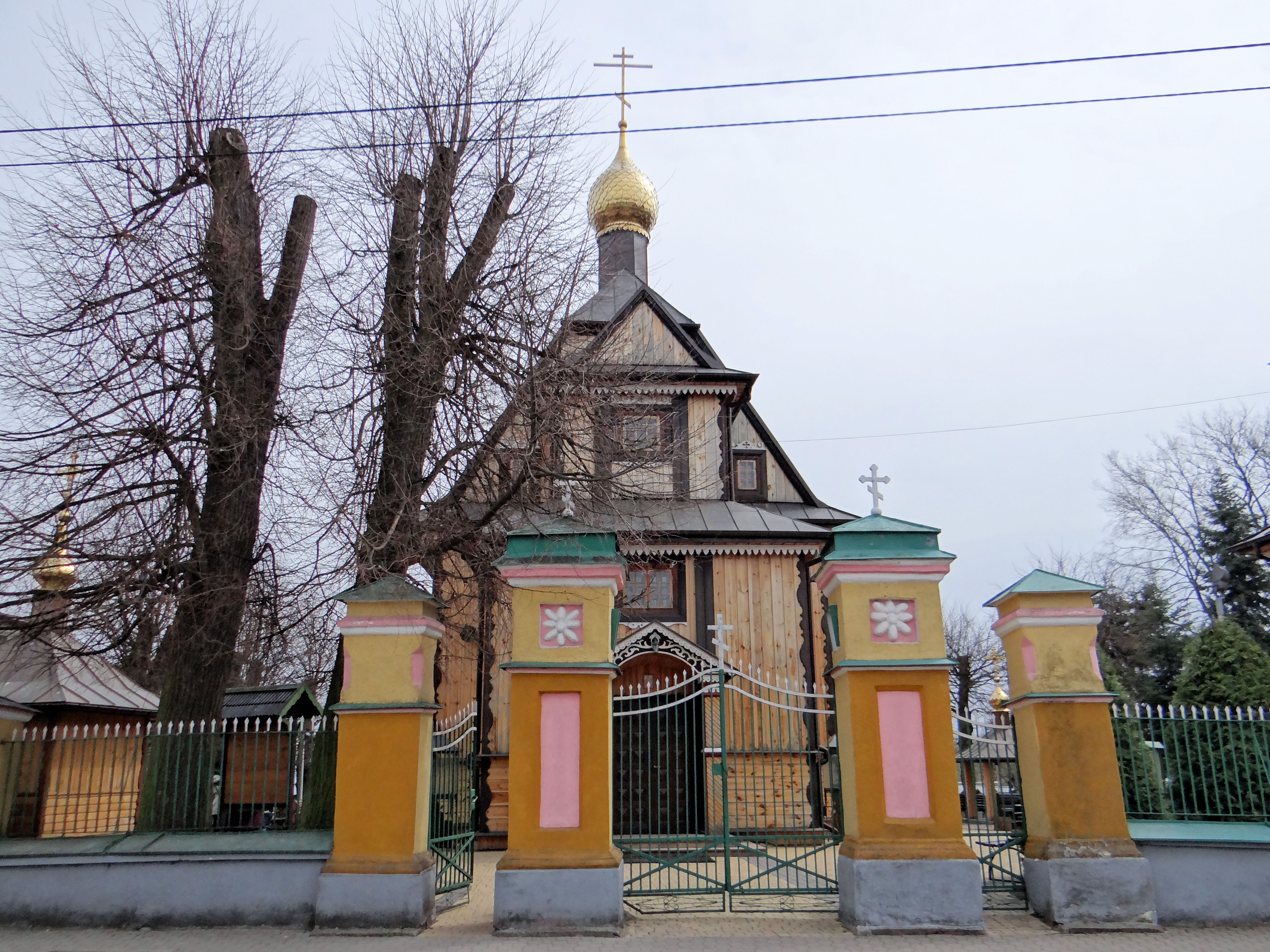
Konkatedrální kostel Narození Panny Marie

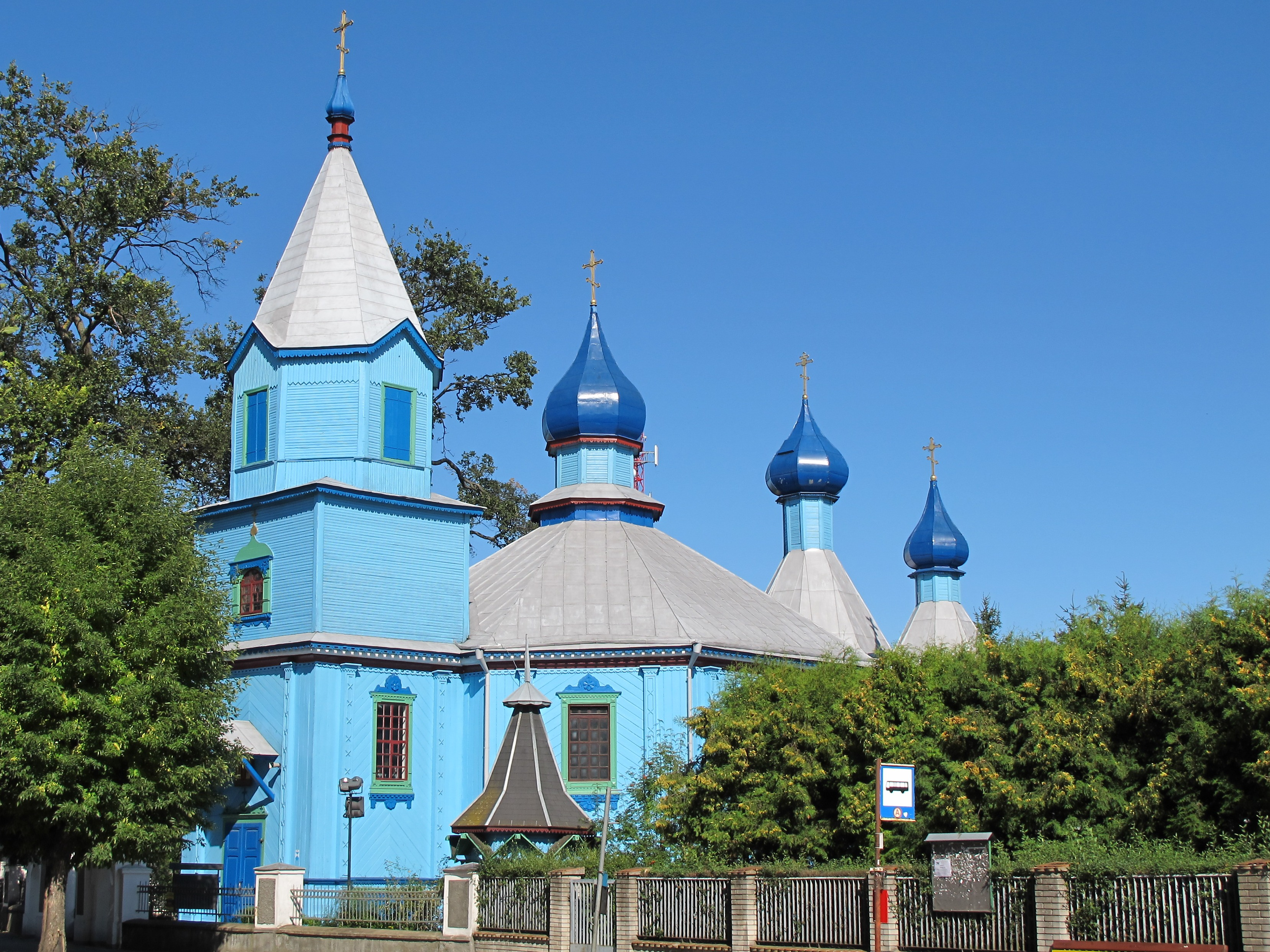
Kostel sv. Michaela Archanděla

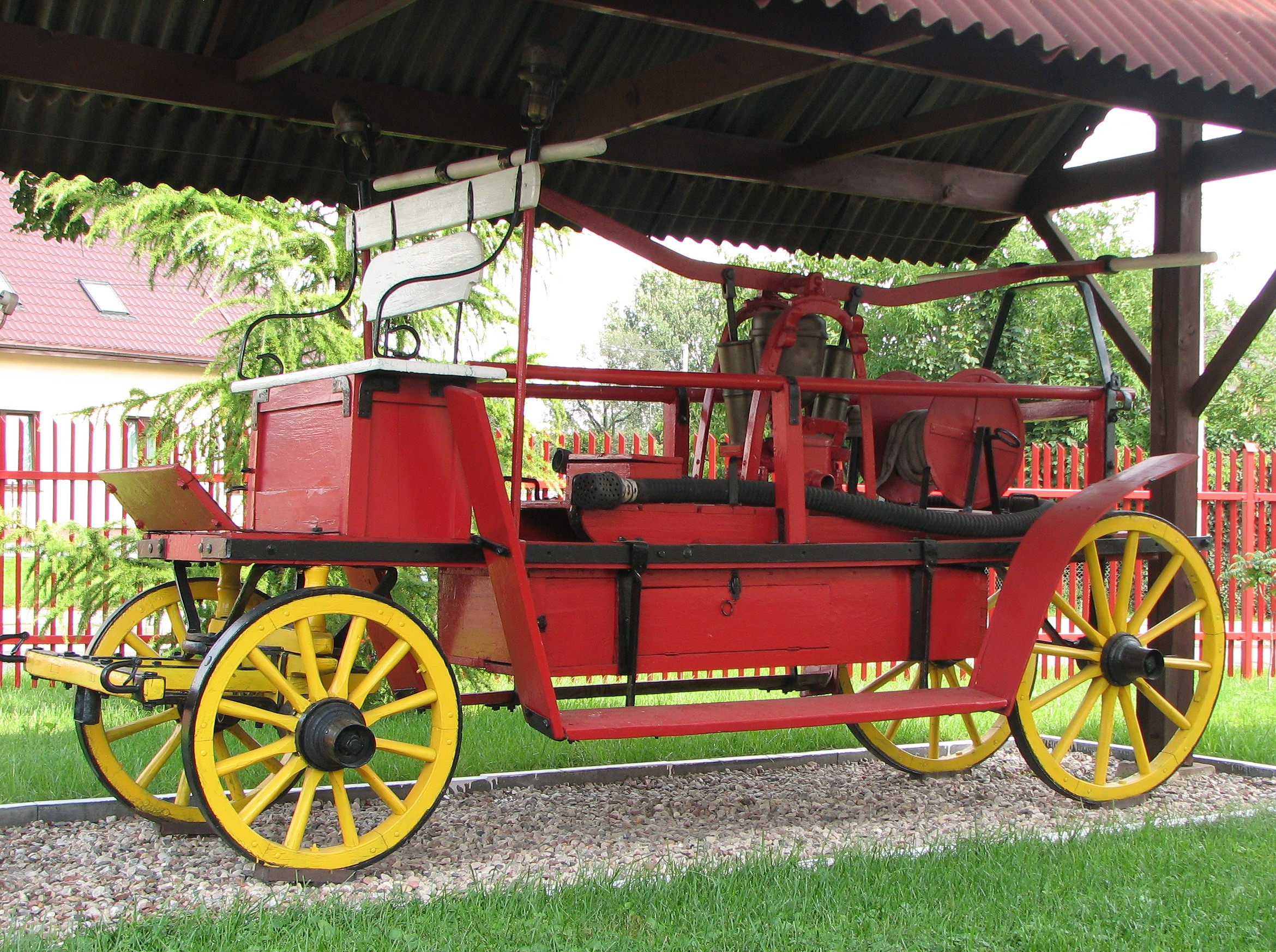
Historické hasičské auto stojící před hasičskou stanicí

- Středověké hradiště (13. století) zvané Hradní vrch nebo Lysá hora. Hrad byl v roce 1373 zničen křižáky, později však byl obnoven. Na hradním vrchu stával v 16. století dřevěný hrad, který byl spálen bleskem při setkání litevských velmožů v roce 1564, kdy ve městě pobýval král Zikmund II. August. V blízkosti hradu se nacházely hospodářské budovy, včetně královských stájí.
- Pozdněbarokní radnice z roku 1776
- Karmelitánský kostel a klášterní komplex, založený Adamem Kazanowskim, bělským starostou z roku 1638, zasvěcen Panně Marii Karmelské. Projekt financovala také jeho manželka Elżbieta Słuszczanka.
- Bazilika Narození Panny Marie a sv. Mikuláše, postavená v roce 1783 dle projektu Szymona Bogumiła Zuga v klasicistním stylu, poprvé zmiňovaná v 15. století.
- Dřevěný konkatedrální kostel Narození Panny Marie, tzv. zámecký kostel z konce 16. století, do roku 1839 uniatský
- Dřevěný kostel sv. Michaela Archanděla (postaven v roce 1789, věž z roku 1914), do roku 1839 uniatský
- Dřevěný kostel Vzkříšení Páně v Hołowiesku z roku 1716 (do roku 1839 uniatský)[pozn. 1]
- Židovský hřbitov s náhrobky z roku 1850
- Hřbitovní kaple sv. Vincenta a Paula z roku 1859
- Hostinec z poloviny 19. století, ulice Henryka Sienkiewicze
- Park u bývalého panského domu v Hołowiesku

## Sport
Ve městě působí multisportovní klub Tur Bielsk Podlaski, hrající basketbal a fotbal.

## Osobnosti
- Iosif Langbard (1882–1951) – běloruský architekt
- Władysław Wysocki (1908–1941) – kapitán pěchoty Polské lidové armády
- Mina Bern (1911–2010) – herec s americkými kořeny
- Włodzimierz Zakrzewski (1916–1992) – malíř a grafik

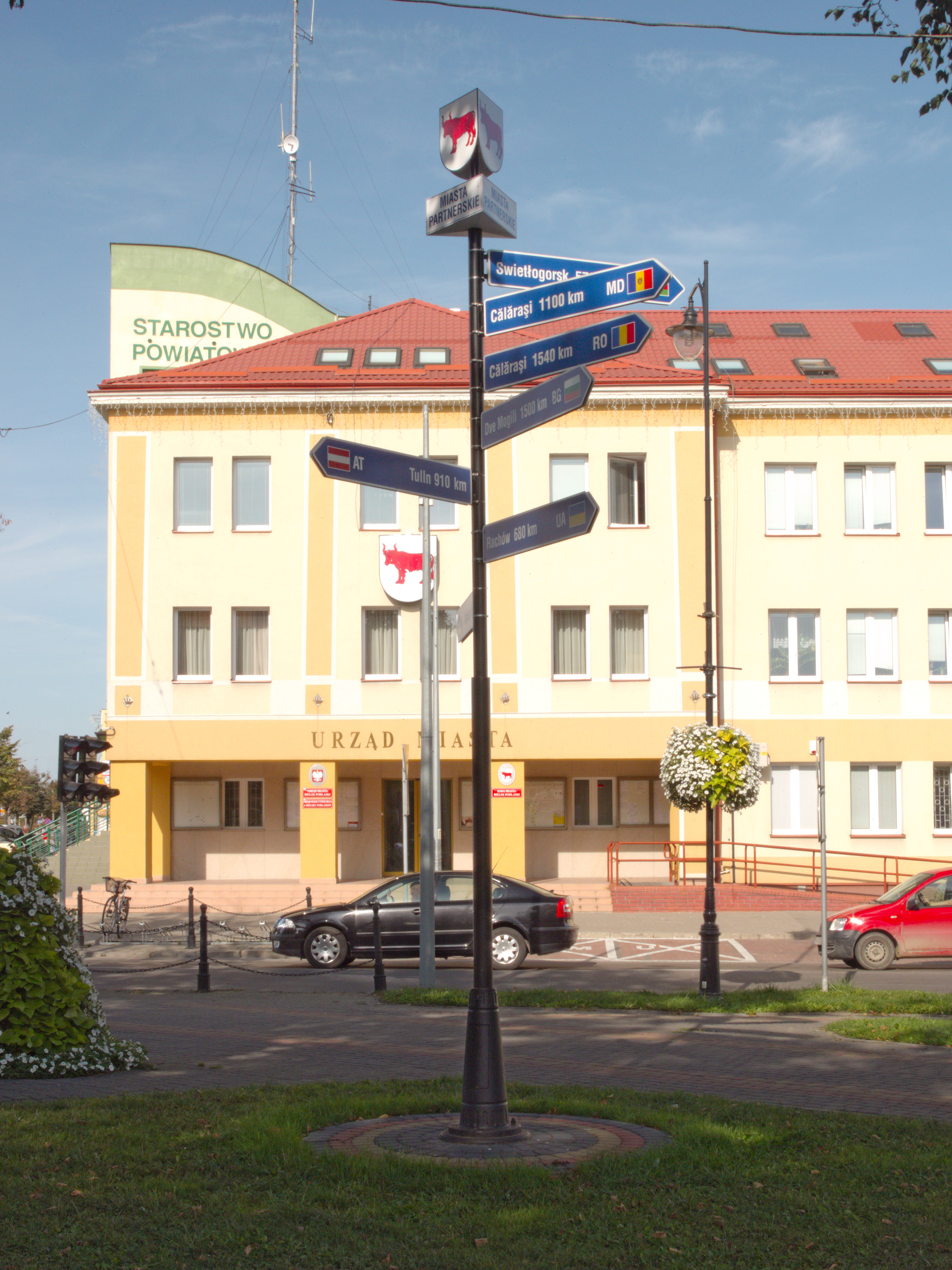
Rozcestník s partnerskými městy

- Cezary Kosiński (* 1973) – herec
- Maciej Radel (* 1984) – herec
- Kamila Lićwinková (* 1986) – atletka

## Partnerská města
- Călărași, Moldavsko
- Călărași, Rumunsko
- Dve Mogili, Bulharsko
- Rachov, Ukrajina

V souvislosti s ruskou agresí na Ukrajině v roce 2022 město přerušilo partnerství s běloruskými městy Kobryn a Světlahorsk, a s ruským městem Kingisepp.